# NGC 5339
NGC 5339 (другие обозначения — MCG -1-35-18, MK 1363, IRAS13513-0741, PGC 49388) — спиральная галактика с перемычкой (SBa) в созвездии Дева.
Этот объект входит в число перечисленных в оригинальной редакции «Нового общего каталога».
В галактике наблюдается повышенное ультрафиолетовое излучение, и потому её относят к галактикам Маркаряна.
В галактике вспыхнула сверхновая SN 2013aj типа Ia, её пиковая видимая звездная величина составила 14,7.